# 294296 Efeso
294296 Efeso è un asteroide della fascia principale. Scoperto nel 2007, presenta un'orbita caratterizzata da un semiasse maggiore pari a 2,3098778 UA e da un'eccentricità di 0,0566362, inclinata di 5,82713° rispetto all'eclittica.
Il nome dell'asteroide ricorda la città di Efeso, in Turchia, uno dei più noti siti archeologici del Mar Mediterraneo.